# Gudrun Mebs
Gudrun Mebs (Bad Mergentheim, 8 januari 1944) is een Duits schrijver van kinderboeken.

## Leven
Mebs ging op haar achttiende naar de toneelschool. Daarna ging ze koorddansen in een circusschool in Parijs. Na heel wat reizen kwam ze in München terecht. Schrijven werd steeds belangrijker, zodat ze steeds minder ging acteren. Een paar maanden per jaar woont ze in München, werken doet ze in haar huis in Toscane.

## Werk
Ze schrijft naast kinderboeken ook teksten voor radio en televisie. Ze slaagt erin om zware thema's als bijvoorbeeld dood, ziekte en verlies sereen en levendig te verwoorden zonder sentimenteel te worden. Bijvoorbeeld Birgit, waarin een meisje over haar zieke zus vertelt. Haar bekende boek Wachten op zondag (Averbode, 1984) gaat over de relatie tussen een weesmeisje en haar weekendmoeder. Humor speelt ook een belangrijke rol. Meestal vertelt ze vanuit het ik-standpunt over kinderen en jongeren die een moeilijke periode doormaken, maar zich erdoor weten te slaan. Hun emoties staan daarbij centraal. In de loop van de jaren 1980 schreef ze ook voor oudere kinderen op die typische serene toon, meteen een van de belangrijkste redenen waarom ze in Duitsland en daarbuiten een grote schrijfster is geworden.

## Bekroningen
- 1984: Duitse Jeugdboekenprijs voor Wachten op zondag[1]

- Biblioteca Nacional de España: XX958348
- Bibliothèque nationale de France: cb12051252h (data)
- CiNii: DA01452686
- Digitale Bibliotheek voor de Nederlandse Letteren: mebs001
- Gemeinsame Normdatei: 115538836
- International Standard Name Identifier: 0000 0001 0856 3703
- Library of Congress Control Number: n85219259
- Nationale Bibliotheek van Letland: 000015512
- MusicBrainz: 655e8ada-3fd8-4bfc-a021-3fa61d98b9ef
- Bibliotheek van het Japanse parlement: 00449633
- Nationale Bibliotheek van Tsjechië: xx0048083
- Nationale Bibliotheek van Israël: 987007445873405171
- Nederlandse Thesaurus van Auteursnamen: 072504145
- Système universitaire de documentation: 131403699
- Virtual International Authority File: 32015270
- WorldCat: E39PBJg4pc7vy6jgbPJKKcbrv3